# إلتون مارتينز
إلتون مارتينز (4 نوفمبر 1988 ببيلو هوريزونتي في البرازيل - ) هو لاعب كرة قدم برازيلي في مركز الوسط. لعب مع إنديبندينتي ميديلين ونادي زاخو ونادي كورينثيانز وItaboraí Profute Futebol Clube ‏ وFK Teleoptik ‏ ونادي أنتيقرة وإسبانيول ب وPatriotas Boyacá ‏ وEsporte Clube Taubaté ‏ ونادي ميريدا وCD Puertollano ‏.

## روابط خارجية
- إلتون مارتينز على موقع قاعدة بيانات كرة القدم.إي يو (الإنجليزية)
- إلتون مارتينز على موقع Soccerway.com (الإنجليزية)
- إلتون مارتينز على موقع AS.com (الإسبانية)